# ليزا ليندغرين (ممثلة)
ليزا ليندغرين (بالإنجليزية: Lisa Lindgren)‏ هي ممثلة أمريكية، ولدت في 28 يوليو 1960، وتوفيت في 15 يوليو 2005.

## وصلات خارجية
- ليزا ليندغرين (ممثلة) على موقع IMDb (الإنجليزية)
- ليزا ليندغرين (ممثلة) على موقع قاعدة بيانات الفيلم (الإنجليزية)